# Familienglück

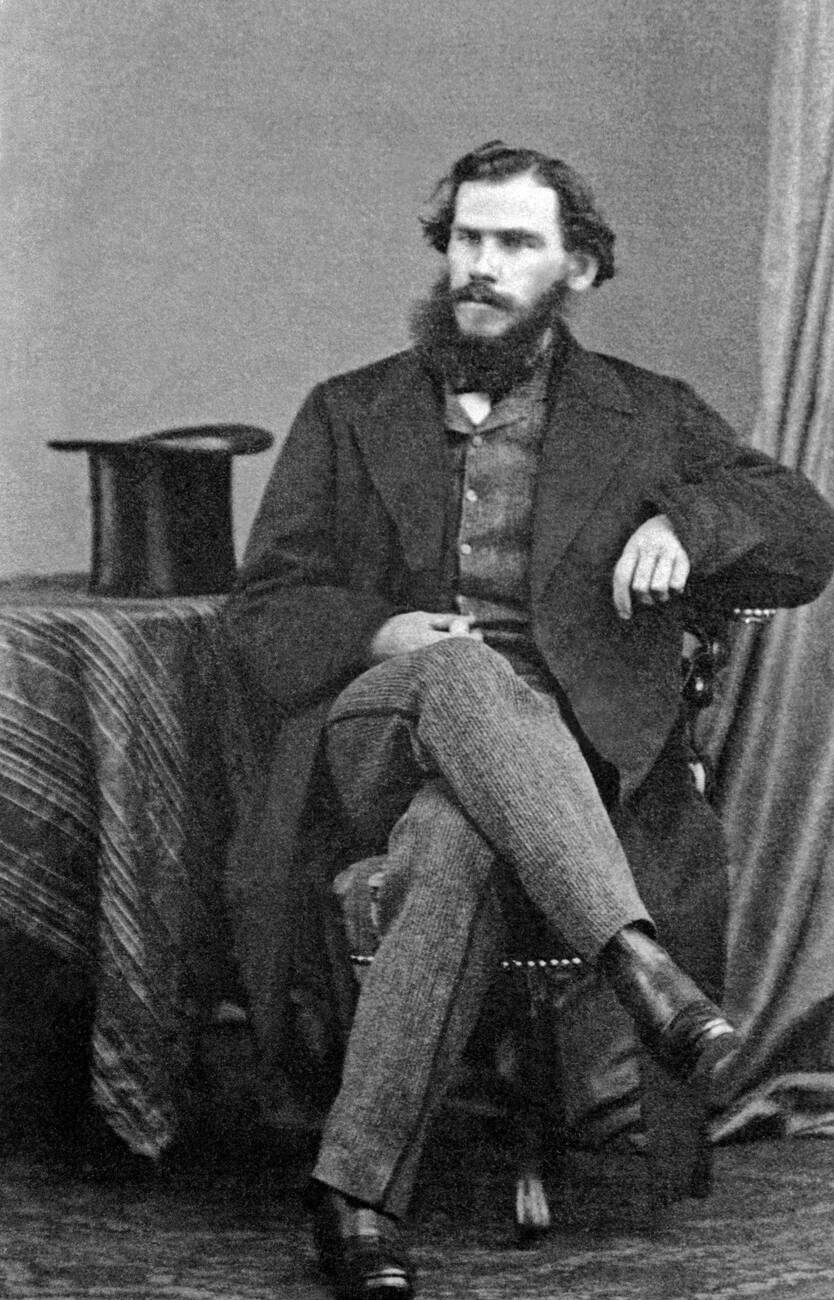
Lew Tolstoi im Jahr 1860

Familienglück, auch Glück der Ehe (russisch Семейное счастие, Semeinoje stschastije), ist ein Roman von Lew Tolstoi, dessen Niederschrift Mitte 1858 begann und der im Juli- sowie Augustheft 1859 des Moskauer Russki Westnik erschien. In den Jahren 1856 und 1857 habe Tolstoi eine Liaison mit Walerija Wladimirowna Arsenjewa gehabt. Er habe Walerija sogar heiraten wollen und Episoden aus der Beziehung in dem kleinen Roman verwendet.

## Inhalt
Die adelige Marja Alexandrowna – Mascha gerufen – erzählt aus den ersten fünf Jahren ihrer Liebesbeziehung zu ihrem adeligen Ehemann Sergej. In einem traurigen, finsteren Winter erwartet die 17-jährige Waise Mascha auf ihrem Landsitz Pokrowskoje müßig den Frühling. In dem Einerlei ist der Besuch ihres Vormunds, des 36-jährigen Nachbarn Sergej Michailytsch, eine willkommene Abwechslung. Mascha erinnert sich der Worte ihrer seligen Mutter. So einen Mann wie Sergej würde sie sich einmal für Mascha wünschen. Sechs Jahre hat Mascha diesen Freund ihres seligen Vaters nicht gesehen. Der Besucher ist ob der erblühten Schönheit erstaunt. Die schlichte Mascha, die nach Ansicht des Besuchers nicht kokett sei, kann aufatmen. Mit ihrer finanziellen Lage sei alles „aufs beste bestellt“.
Mascha konstatiert Gleichklang der Gefühle. Damals, so erinnert sich Mascha, habe sie allerdings noch nicht gewusst, dass das Liebe gewesen war. Doch gerade ein stilles Familienleben auf dem Lande unter steter Selbstaufopferung erstrebte das junge Mädchen zu der Zeit bereits. Ruhig und selbstbewusst nimmt Mascha schließlich den Antrag des zurückhaltenden Sergej an. Nach der Trauung in kleinstmöglichem Kreise lebt das junge Paar im Haushalt von Maschas Schwiegermutter Tatjana Semjonowna. Zu ihrem bangen Gefühl der starken Liebe nach der Eheschließung schreibt Mascha zurückblickend: „Ich erkannte, daß ich ganz die Seine war, und fühlte mich glücklich in dem Bewußtsein seiner Macht über mich.“ Doch mit „steter Selbstaufopferung“ für Dritte hatte diese selbstsüchtige gegenseitige Liebe nichts gemein. Die feinfühlige Mascha registriert die Existenz einer besonderen Welt im Inneren ihres Gatten. Einlass zu dieser wird ihr verwehrt. Sergej erkennt, seine Frau ist des stillen Lebens, der Öde, überdrüssig. Sie möchte heraus aus der Enge des Haushalts ihrer Schwiegermutter. Er geht mit ihr nach Petersburg. Mascha schreibt: „Ich brauchte Kampf.“ Sie will vor Sergej nicht als Kind dastehen, sondern mit ihrem Manne gleichgestellt sein. In der Newametropole wird ihr von der High Society Natürlichkeit, ländlicher Liebreiz und überraschenderweise „liebenswürdige, graziöse Selbstsicherheit und Anpassungsfähigkeit“ bescheinigt. Mascha blüht nach solchem warmen Regen geradezu auf. Hingegen Sergej verachtet jene Leute, die verlogene Beziehungen knüpfen und echte zerstören. Wecken sie doch unerfüllbare Wünsche. Auf Bällen wird Mascha beachtet. Das schmeichelt ihrer Eigenliebe. Sergej, in Maschas Augen inzwischen „stolz, unbeherrscht, ungesellig und hochmütig“, will zurück aufs Land, will den „Sumpf dieser bornierten, in Müßiggang und Luxus schwelgenden Gesellschaft“ so rasch als möglich hinter sich lassen. Das ist mit Mascha, die auf den Geschmack gekommen ist, auf der Stelle nicht zu machen. Zum Zerwürfnis kommt es nicht. Sergej bleibt mit seiner Frau in Petersburg und Mascha möchte – bei aller Vergnügungssucht – ihm alles recht machen.
Daheim bringt Mascha den ersten Sohn zur Welt. Die inzwischen 21-jährige Mutter nimmt ihre Gleichgültigkeit dem Kind gegenüber als entsetzlich wahr. Das Paar verlebt den folgenden Sommer in Baden-Baden. Sergej begibt sich nach Heidelberg. Mascha setzt ihre Kur in Baden-Baden fort und wird von dem Italiener Marchese D. heftig umworben. Sie beschreibt den Höhepunkt der Annäherung – den Liebeskuss des Italieners: „Ich hatte das unüberwindliche Verlangen, mich den Küssen seines brutalen und doch schönen Mundes, der Umarmung seiner … Hände hinzugeben.“ Gleich danach reist Mascha nach Heidelberg und will Sergej alles beichten. Es bleibt aber beim Wollen. Das Geld wird knapp. Sergej begrüßt den Rückkehrwillen seiner Frau in die russische Provinz. Mascha bringt dort ihren zweiten Sohn – Iwan – zur Welt. Sie will die unterlassene Aussprache nachholen. Immer, wenn Mascha dazu ansetzt, bedeutet ihr Sergej, er wisse alles, was sie sagen wolle. Jedes Wort sei eines zu viel, denn sie sage das Eine und werde das Andere tun. Mann und Frau leben fortan nebeneinander. Schließlich gibt sich Mascha mit ihrem Mann, der ein guter Vater ist, zufrieden. Sergej behauptet seinerseits, er sei restlos glücklich. Aber Mascha möchte ihre ungeweinten Tränen reuig weinen und wirft Sergej die Freiheiten vor, die er ihr gelassen hat. Nach ihrem Einsehen war das eigentlich unverzeihlich gewesen. Wo sie doch das Leben nicht kannte!
Tolstoi liefert ein leicht unterkühltes Happy End: Als die Amme mit Wanja, wie Iwan gerufen wird, das Zimmer betritt, küsst Sergej seine Frau; nicht wie der Geliebte, sondern wie ein alter Freund.

## Deutschsprachige Ausgaben
- Die Kosaken, im Schneesturm, Familienglück. Deutsch von August Scholz. B. Cassirer, 1923, Berlin
- Familienglück. Deutsch von Hermann Röhl. S. 206–314 in: Gisela Drohla (Hrsg.): Leo N. Tolstoj. Sämtliche Erzählungen. Dritter Band. Insel, Frankfurt am Main 1961 (2. Aufl. der Ausgabe in acht Bänden 1982)
- Familienglück. Aus dem Russischen. Übersetzung von Hermann Asemissen. S. 162–259 in: Lew Nikolajewitsch Tolstoi. Frühe Erzählungen.  459 Seiten, Verlag Philipp Reclam jun. Leipzig 1986 (RUB 735, 3. Aufl., Lizenzgeber: Rütten und Loening, Berlin)
- Familienglück. Aus dem Russischen von Dorothea Trottenberg. Dörlemann, Zürich 2004.